# Kurt Kochsiek

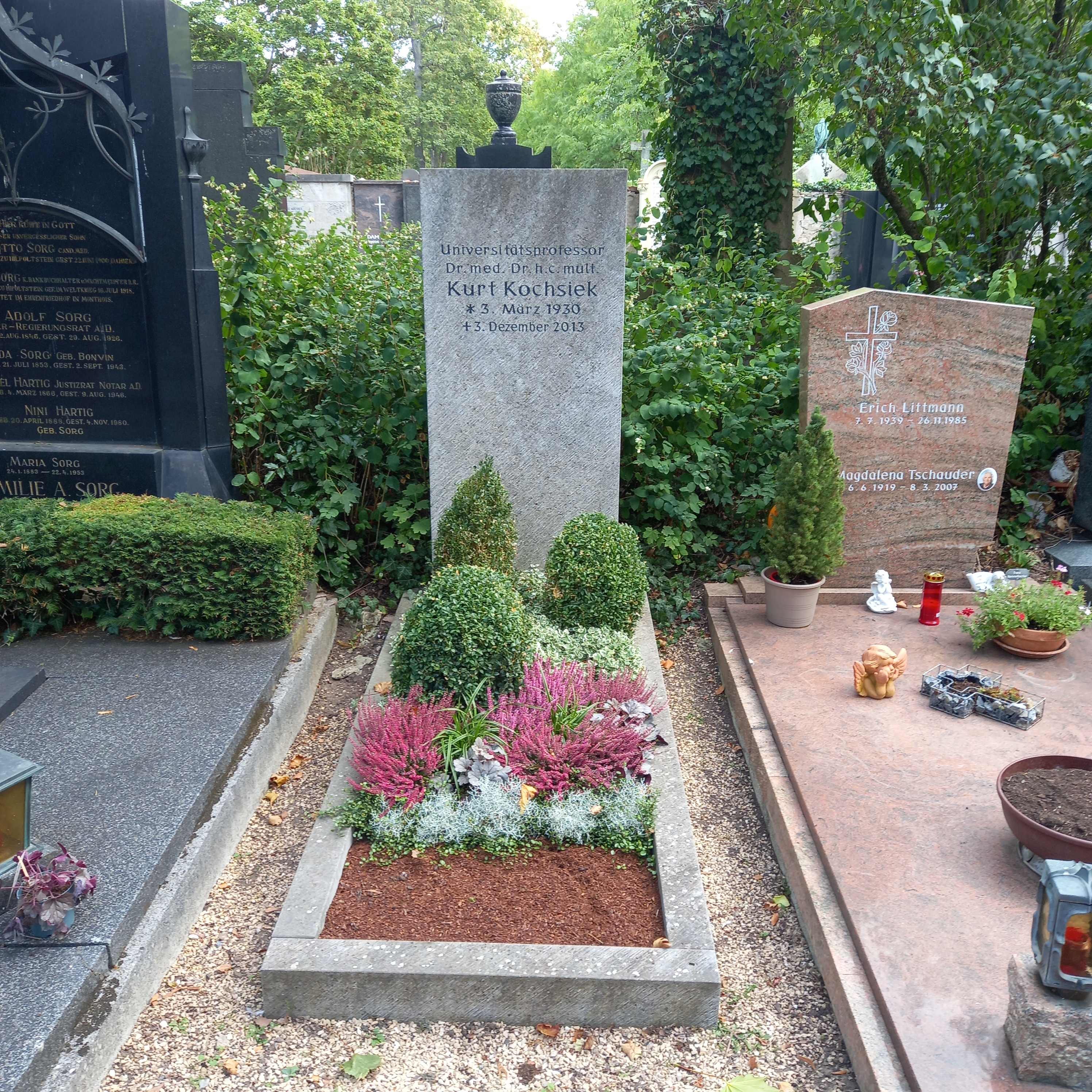
Das Grab von Kurt Kochsiek auf dem Hauptfriedhof Würzburg

Kurt Kochsiek (* 3. März 1930 in Oerlinghausen; † 3. Dezember 2013 in Würzburg) war ein deutscher Internist.

## Werdegang
Kochsiek besuchte die Volksschule und die Rektoratsschule in Oerlinghausen. 1950 legte er am Leopoldinum in Detmold das Abitur ab. Anschließend studierte er ab dem Sommersemester desselben Jahres Medizin in Mainz, ein Wintersemester 1952/1953 in Göttingen, das Sommersemester 1953 in Zürich und anschließend in Heidelberg, wo er 1955 das Staatsexamen ablegte, am Pathologischen Institut arbeitete und im Oktober 1956 mit einer Arbeit über die normale und pathologische Morphologie der Herzohren zum Dr. med. promoviert wurde. Während seines Studiums in Mainz wurde er 1950 Mitglied der Burschenschaft Arminia auf dem Burgkeller.
Seine ärztliche Ausbildung setzte er in Heidelberg, ab Ende 1956 als Medizinalassistent an der Medizinischen Klinik in Göttingen fort, wo er die Kälteverdünnungsmethode bei Untersuchungen mit dem Herzkatheter entwickelte und sich damit 1963 habilitierte. In Göttingen lernte Kochsiek auch seine spätere Frau kennen und beider vier Kinder wurden dort geboren. Für mehrere Jahre wirkte der Schüler von Rudolf Schoen und Werner Creutzfeldt in Göttingen als leitender Oberarzt. Von 1973 bis 1980 war er Ordinarius für Innere Medizin und Ärztlicher Direktor der Abteilung III der Medizinischen Klinik an der Universität Tübingen.
Am 1. September 1980 wechselte er auf den Lehrstuhl für Innere Medizin an der Universität Würzburg und übernahm in dieser Funktion auch die Leitung der Medizinischen Klinik I, wo er eine physiologisch, später auch molekular ausgerichtete Herz-Kreislauf-Forschung aufbaute. Von 1989 bis 1991 war er Dekan der Medizinischen Fakultät und von 1994 bis 1997 Ärztlicher Direktor des Universitätsklinikums Würzburg. 1998 wurde er emeritiert.
Von 1987 bis 1989 war er Vorsitzender des Wissenschaftsrates. 1989 wurde er in die Leopoldina aufgenommen und war von 1999 bis 2004 dort Mitglied des Präsidiums.

## Ehrungen
- 1989: Großes Verdienstkreuz der Bundesrepublik Deutschland
- 1993: Bayerischer Verdienstorden
- 1997: Ehrenmitglied der Deutschen Gesellschaft für Innere Medizin
- 1999: Paul-Morawitz-Preis der Deutschen Gesellschaft für Kardiologie – Herz- und Kreislaufforschung
- 2010: Ehrensenator der Universität Würzburg
- 2010: Gustav-von-Bergmann-Medaille
- 2012: Rinecker-Medaille in Gold
- Ehrenmitglied und Ehrendoktor der Humboldt-Universität
- Ehrendoktor der Universität Leipzig